# پنینا گری
پنینا گری (عبری: פנינה גרי‎؛ زادهٔ ۲۴ سپتامبر ۱۹۲۷) هنرپیشه، و کارگردان تئاتر اهل اسرائیل است.